# 28425 Sungkanit
28425 Sungkanit este un asteroid din centura principală de asteroizi.

## Descriere
28425 Sungkanit este un asteroid din centura principală de asteroizi. A fost descoperit pe 6 decembrie 1999 la Socorro, New Mexico, în cadrul proiectului LINEAR. Asteroidul prezintă o orbită caracterizată de o semiaxă mare de 2,53 ua, o excentricitate de 0,11 și o înclinație de 4,8° în raport cu ecliptica.